# Сан-Бернардо-дель-Тую
Сан-Бернардо-дель-Тую́ (исп. San Bernardo del Tuyú) — курортный город в Аргентине в провинции Буэнос-Айрес. Относится к муниципалитету Ла-Коста, образует агломерацию с соседним городом Мар-де-Ахо и рядом мелких посёлков.

## История
В 1939 году Хуан Карлос Кьосса вместе с группой товарищей попытались создать курорт в северной части Мар-де-Ахо, но эта попытка закончилась неудачей. Три года спустя Кьосса предпринял ещё одну попытку: была приобретена земля севернее, и началось укрепление дюн путём высаживания деревьев, а также был составлен план развития населённого пункта. В 1944 году властями провинции было официально утверждено образование населённого пункта «Сан-Бернардо-дель-Тую».
В связи с развитием курортных городов восточного побережья провинции Буэнос-Айрес, они в 1978 году были выделены в отдельный муниципалитет, получивший название «Ла-Коста» («Прибрежный»).
1. ↑  https://www.sanbernardoinfo.com.ar/p/museo-virtual-de-san-bernardo.html#google_vignette